# Ninfomania
La ninfomania è un termine usato in passato in psichiatria, indicante l'aumento in misura morbosa dell'istinto sessuale nella donna.
Il termine (dal greco antico νύμφη nýmphē: ninfa, sposa e μανία manía: mania) fu coniato nel 1771 dal medico francese J. D. T. de Bienville, che lo utilizzò per la prima volta nel suo studio La Nymphomanie, ou Traité de la fureur utérine ("La ninfomania, ovvero trattato sul furore uterino").
Fu considerata dapprima una perversione e, in tempi successivi, una patologia sessuale femminile caratterizzata da una compulsiva ricerca di partner e accompagnata da anorgasmia o frigidità.
Nel 1992 l'Organizzazione mondiale della sanità non riconobbe più la ninfomania come una patologia e successivamente nel 1995 la American Psychiatric Association cancellò tale voce dalla IV edizione del Manuale diagnostico e statistico dei disturbi mentali (DSM-IV), riconducendo tuttavia il concetto, insieme all'equivalente maschile noto come satiriasi, entro la più vasta categoria dell'ipersessualità.

## Descrizione
La ninfomania è stata descritta come una forte accentuazione quantitativa della sessualità nella donna, di natura psicologica; una sorta di esaltazione degli impulsi sessuali, che la spinge alla continua ricerca di nuovi compagni, ma la quale in realtà serve ad alleviare i tumulti psichici interni. Questa ipersessualità è accompagnata dalla perdita di inibizioni e contraddistinta da continue manifestazioni di seduzione, provocazione, desiderio e fisiologia sessuale, tanto da assumere caratteristiche psicopatologiche.
Dunque l'ipererotismo domina quasi tutti i tempi e gli spazi della vita, complicando e spesso danneggiando la sfera sociale, familiare, affettiva e lavorativa. Sembra che con tale sessualità diffusa la persona cerchi di esprimere a livello sessuale un'insoddisfazione psicofisica. La ninfomane cercherebbe quindi il continuo contatto sessuale non per ottenere nuove sensazioni e piaceri, ma per avere un soddisfacimento psichico e fisico che non riesce a raggiungere. Il passaggio da un uomo a un altro è, allora, dovuto alla convinzione che il motivo dell'insoddisfazione sia legato al compagno e non a una situazione interna di disagio.